# Vasyl' Kobin
Vasyl' Vasyl'ovyč Kobin (in ucraino Василь Васильович Кобін?; Strabyčovo, 24 maggio 1985) è un ex calciatore ucraino, di ruolo difensore, tecnico dell'Inhulec'.

## Carriera

### Club
Dopo aver giocato con il Klub Hoverla e con il Karpaty, il 19 giugno 2009 si trasferisce allo Šachtar Donec'k. Con gli arancio-neri vince 5 campionati, 3 Coppe e 4 Supercoppe nazionali. Con la stessa maglia esordisce anche nelle coppe europee.
Nell'agosto del 2014 si trasferisce, con la formula del prestito, al Metalist Kharkiv.

### Nazionale
Dopo aver disputato una sola gara con l'Under 21, viene convocato dalla Nazionale ucraina maggiore con regolarità. All'attivo ha 11 presenze, la prima delle quali contro Andorra, vinta per 5-0 e valida per le Qualificazioni al campionato mondiale 2010.

## Palmarès

### Calciatore

#### Competizioni nazionali
- Campionato ucraino: 6

Šachtar: 2009-2010, 2010-2011, 2011-2012, 2012-2013, 2013-2014, 2016-2017
- Coppa d'Ucraina: 5

Šachtar: 2010-2011, 2011-2012, 2012-2013, 2015-2016, 2016-2017
- Supercoppa d'Ucraina: 5

Šachtar: 2010, 2012, 2013, 2014, 2015

### Allenatore

#### Competizioni nazionali
- Perša Liha: 1

Mynaj: 2019-2020